# Барон Эстли
Барон Эстли (англ. Baron Astley) — английский аристократический титул, созданный в 1295 году для Эндрю Эстли (приблизительно 1265 — до 1301), рыцаря из Уорикшира (Центральная Англия). У правнука Эндрю, Уильяма Эстли (до 1344 — после 1370), была только дочь Джоан (умерла в 1448). Вместе с её рукой барония перешла к Греям. Последние в 1475 году получили титул маркиза Дорсета, и с этого момента использовали титул барона Эстли только как второстепенный. Генри Грей (прапраправнук Джоан Эстли) стал герцогом Саффолк, но был казнён за измены и лишён всех титулов (1554).

## Носители титула
- Эндрю Эстли (приблизительно 1265 — до 1301), 1-й барон Эстли[2];
- Николас Эстли (приблизительно 1277—1325), 2-й барон Эстли[3];
- Томас Эстли (до 1308 — после 1366), 3-й барон Эстли[4];
- Уильям Эстли (до 1344 — после 1370), 4-й барон Эстли[5];
- Джоан Эстли (умерла в 1448), 5-я баронесса Эстли в своём праве (suo jure)[6];
- Эдуард Грей (приблизительно 1415—1457), 6-й барон Эстли, 6-й барон Феррерс из Гроуби;
- Джон Грей (приблизительно 1432—1461), 7-й барон Эстли;
- Томас Грей (1451—1501), 8-й барон Эстли, 7-й барон Феррерс из Гроуби, 1-й граф Хантингдон, 1-й маркиз Дорсет;
- Томас Грей (1477—1530), 9-й барон Эстли, 8-й барон Феррерс из Гроуби, 2-й маркиз Дорсет;
- Генри Грей (1517—1554), 10-й барон Эстли, 9-й барон Феррерс из Гроуби, 3-й маркиз Дорсет, 1-й герцог Саффолк.